# Васіле Строеску
Васіле Строеску (рос. Василий Васильевич Строеско; 11 листопада 1845 — 13 квітня 1926), також відомий як Василе де Строеско, Базіль Строеско або Василе Строєску — бессарабський і румунський політик, землевласник і філантроп. Один із прихильників і спонсорів румунського націоналізму в російській Бессарабській губернії, а також серед румунських громад Австро-Угорщини, він також був поборником самодопомоги та кооперативного землеробства. Він успадковував або купував великі маєтки, поступово розподіляючи їх між місцевими селянами, водночас створюючи для їх використання місцеві школи та церкви. Ерудит і мандрівник, він залишив кар'єру юриста, щоб зосередитися на сільськогосподарських проєктах і культурній діяльності. За останню роботу він став почесним членом Румунської академії.
Підтримуючи націоналістичні газети Basarabia та Cuvânt Moldovenesc, Строеску був залучений до більш елітарного осередку націоналістичного руху, зосередженого на частинах земства та дворянських зібрань. Таким чином, після Лютневої революції він був почесним президентом Національної молдавської партії, але разом з Володимиром Герцою відійшов від ядра руху, щоб створити власну аристократичну гілку. Він став заочним членом Сфатул Церій під час існування Молдавської Демократичної Республіки та її унії з Румунією. У 1919—1920 роках він працював у Палаті депутатів Румунії і був її фактичним президентом протягом одного дня, 20 листопада 1919 року. Об'єднавшись із Бессарабською селянською партією, Строеску став критично ставитися до процесу об'єднання, засуджуючи зловживання уряду в Бессарабії, а також заперечував проти земельної реформи 1920-х років. Невдовзі він помер у Бухаресті. Оскільки він також служив у Сенаті, то був наділений державними похоронами.

## Життєпис

### Початки
Строеску були родиною етнічних румунських аристократів і пастухів з Молдови: патріарх родини Йоан Строеску наприкінці XVII століття мав молдавський боярський титул їтніцер. Його онук, Гавриїл, був шатрар; Єнаке, син Гавриїла, повернувся до скотарства та володів фермами в Ясському повіті. Двоє його власних синів Васіле (1795—1875) та Йоан переїхали між Молдавією та Бессарабією, яка після Бухарестської угоди 1812 року була приєднана до Російської імперії. Василе володів десятьма маєтками по обидві сторони кордону, розділеними між Яським і Хотинським повітами. Всі Стреску були введені в російське дворянство в 1828 році і в 1867 році отримали герб. Від шлюбу з Профірою Маноїл Гуцу (1808—1856) Васыле-старший мав трьох синів — Михаїла (1836—1889), Георге (1840—1922), Васіле-молодшого. Подружжя також мало чотирьох дочок, виданих заміж за аристократів російського, грецького чи польського бессарабського походження: Ана Казимір, Марія Друганов, Олена Мартос і Екатерина Шуманська. Чоловіком останньої був Клементе Шуманський, мер Кишинева в 1870-х роках.
Васіле-молодший народився 11 листопада 1845 року в селі Трінка Хотинського повіту (нині Єдинецького району Молдови). Навчався в Бессарабському ліцеї Кишинева, потім у школі Кам'янця-Подільського та Одеському Рішельєвському ліцеї. Згодом вивчав право в університетах Москви, Санкт-Петербурга та Берліна. Останній присудив йому ступінь доктора права. Будучи ерудитом, Строеску, як повідомляється, володів усіма слов'янськими мовами, німецькою, французькою, англійською та італійською, крім своєї рідної румунської. Після закінчення навчання він подорожував по всій Європі, в тому числі по Румунському королівству, а також відвідав західні колонії в Африці. Це було захоплення його старшого брата Михаїла, який колись зазнав кораблетрощі в Тихому океані, а пізніше написав спогади про свої пригоди.
У 1867 році Васіле був призначений суддею Хотинського міського трибуналу, став колегою з письменником Александру Гиждеу. Після смерті батька він повністю відійшов від адвокатської професії, зробивши Бринзені своєю основною резиденцією. Там він розпочав свою діяльність як джентльмен-фермер, селянський просвітитель і агроном-любитель, зберігаючи живий інтерес до історичних досліджень. Після отримання спадщини Строеску володів 9 000 гектарів (22 000 акрів), але пізніше придбав ще 16 000 гектарів (приблизно 4 000 акрів) землі з кількома маєтками, ранчо та конюшнями, що зробило його одним із найбагатших людей у регіоні.
Багато свого майна він продав з аукціону, використовуючи гроші для фінансування своєї філантропії, або розділив між селянськими громадами, де Строеску був піонером кооперативного землеробства та кооперативного лісництва. Він особисто перевіряв техніку своїх орачів і виправляв їхні помилки. Як зазначив уродженець Бринзені Іон Буздуган, він був «скромним і врівноваженим», але також «безжалісним до тих, хто розтратив його багатство». Другий активіст Пантелімон Халіппа зазначив, що Строеску був «справжнім демократом» і «справжнім християнином», який «ніколи не одружувався і жив скромно». «Цей чоловік, — стверджує Халіппа, — використовував свою велику управлінську компетентність, щоб догодити тим, хто живе в його маєтку. Він […] допоміг кожному мати належну домашню садибу, діючи так, як належить державному діячеві. […] Якби тільки ті міністри, які називають себе демократами та соціалістами, могли знати, як жив колись великий бессарабський румун Васіле Строеску!» До 1918 року Строеску мав лише близько 8 000 гектарів, що були розкидані між Трінкою, Бедражій-Векі, Друцою та Зебріченем.

### Націоналістичний спонсор
Як зазначив історик Юріе Колеснік, Строеску та Ніколає Штефан Кассо були серед тих бояр, які повернули назад русифікацію чи молдовство, «нейтралізувавши вплив» проімперських ворогів, таких як Александр Н. Крупенський. Строеску побудував і відремонтував кілька шкіл у Бессарабії, заснував лікарні у своєму рідному селі та в Братушанах, а також став ктитором бессарабських православних церков у Трінці, Почумбеуці, Шофринкані і Зейкані. У 1899 році він запропонував спонсорувати державні школи за умови, що в них буде дозволено викладання румунською мовою. Ця пропозиція була просто проігнорована урядом. З лібералізацією, яка стала можливою завдяки Революції 1905 року, Строеску почав брати участь у змовницьких зустрічах румунської еліти в Кишиневі, обмінюючись ідеями з Халіппою, Ніколае Александрі, Іоном Інкулецем, Ніколае Біволом, Алексісом Нуром, Іоном Пеліваном і Паулем Гором, де вони вперше обговорили перспективу об'єднання Румунії та Бессарабії. Як зазначає Пеліван, він та Емануїл Гавріліце намагалися переконати Строеску фінансувати журнал для румуномовного населення, але землевласник «видавався досить скептичним». Однак у 1906 році він спонсорував Халіппу у створенні демократично-націоналістичної газети «Basarabia», зрештою закритої російською владою в березні 1907 року.
До 1910 року Строеску сам виїхав до Швейцарії та жив на Давос-Плац. Його благодійна діяльність продовжувала мати глибокий вплив на румунські громади Трансильванії, в Австро-Угорщині, де Строеску, зокрема, заснував пансіон, що обслуговував єпархію Арада, а також «десятки церков, шкіл і лікарень». Хоча він був покровителем румунського православ'я, він критично ставився до твердження церкви про збереження румунської ідентичності, зазначивши, що її націоналістичний дискурс був нещодавнім «винаходом священиків, щоб підкреслити власні заслуги». Він вважав православ'я рівним своєму супернику Румунській греко-католицькій церкві, стверджуючи, що «релігійна різниця не може нас розділити», оскільки «румуни обох релігій поводяться один з одним як справжні християни, а отже, як брати». Таким чином, у 1910 році Строеску об'єднався з греко-католиками, щоб подолати наслідки мадяризації, пожертвувавши 100 000 крон до культурного фонду в Блажі.
Інші оцінки свідчать про те, що його спонсорство шкіл, у тому числі православних, становило 950 000 крон у 1913 році, 500 000 з них були спрямовані через Partenie Cosma, а ще 200 000 — через архієпископство Сібіу, а 100 000 пішли на створення школи для дівчаток в Араді. Його внесок також включав фонд Строеску в товаристві ASTRA та різні виплати Культурній лізі єдності всіх румунів. У Західній Молдавії, що перебувала під владою Румунії, він обладнав початкові школи зі спеціального фонду, який становив 200 000 леїв, а в 1906—1908 роках виділив 300 000 леїв на будівництво собору Спасіння румунського народу.

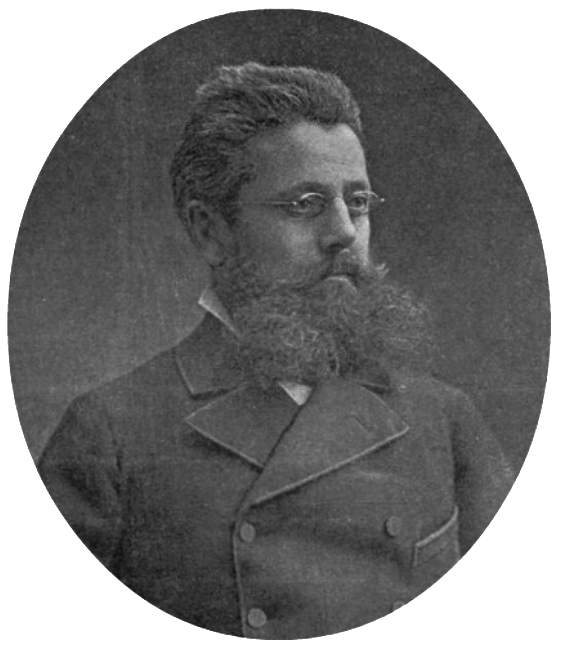
Брат Строеску (і філантроп) Михайло

У травні 1910 року Строеску був обраний почесним членом Румунської академії як визнання його діяльності, зокрема за роботу з фондами Блажа. Це призначення залишило його байдужим, оскільки він вважав свої вчинки «єдино природними». Він оголосив, що «перебуває у розпорядженні моєї країни, з усім цим розумом, який дав мені Бог, від усього мого серця і з усім моїм багатством». За словами Халіппи та Пелівана, він зосередився на Трансільванії та інших місцях лише тому, що цензура та репресії завадили йому відкрито фінансувати націоналізм у своїй рідній провінції. Інша версія свідчить, що його покликали до дії антимадяризаційні праці Іоана Славича. Крім того, його меценатській діяльності передувала діяльність його покійного брата Михаїла, який ще в 1882 році створив десять зразкових шкіл у власне Румунії, не зумівши створити кафедру румуністики в Новоросійському університеті. Також відомий тим, що заснував школу в Столниченах, Михаїл створив сільську лікарню в Бекірі, зрештою розділивши свій капітал між ASTRA, румунськими професійними школами Брашова та своїми фермерами-орендарями.
Відновлені внески родини змусили різних авторів називати Васіле «меценатом» Трансильванії чи Бессарабії. Трансильванці, такі як Юстиніан Текулеску, присвятили йому хвалебний вірш; інші вважали, що він не справжня людина, а вигаданий персонаж, створений румунською державою, щоб приховати свою пряму участь у справах Австро-Угорщини. Строеску також спонсорував окремих бессарабців, щоб вони здобули освіту за кордоном, як він робив з лікарем та однодумцем з румунського націоналізму Еленою Алістар і заснував однойменний Клуб допомоги Строеску для румунських американців Клівленда. У період з червня 1910 по серпень 1911 року він оплачував Ноуру видання російськомовної газети «Bessarabets», а після 1913 року фінансував газету «Cuvânt Moldovenesc», видану Халіппою та Александрі, також допомагаючи селянам з передплатою.
До 1912 року Строеску жив у Лозанні, але все ще з'являвся інкогніто, щоб відсвяткувати золотий ювілей Товариства Петру Майора в Будапешті. Однак він висловлював своє розчарування трансильванськими колегами. Його листи до бенефіціарів його фонду часто включали «різкі звинувачення». На початку 1913 року він опублікував статтю в газеті Românul в Араді, критикуючи румунські банки за те, що вони виплачують дивіденди вище 5 %, а їхніх клієнтів — за те, що вони їх приймають; різниця, стверджував він, може бути спрямована на спонсорування культури. Відповідаючи на цю «розважливу та надзвичайно категоричну» критику, економіст Іон Матею припустив, що скорочення, якого вимагає Строеску, було невиправдано різким. Строеску, який пожертвував 50 000 крон на вирішення суперечок між ASTRA та популярними банками, а потім на створення альтернативних кредитних спілок, знайшов співчуття у команді авторів Luceafărul, яка грілася в його критиці «нашої дрібної буржуазії [і ] її плутократичні ідеали». Через ASTRA він також розповсюдив свою брошуру Statutele și îndrumările pentru băncile poporale («Статути та керівництво для народних банків»). Банкіри округу Біхар заперечували проти таких ініціатив, вважаючи Строеску нечесним конкурентом для їхнього бізнесу.

### Революція і союз
До 1914 року відносини Строеску з австро-угорською владою помітно загострилися. Його спонсорство різдвяної народної вечірки 1913 року в Беюші мало не закінчилося переслідуванням її організатора Ніколає Корою. Початок Першої світової війни застав Строеску на боці Росії, закінчивши всю свою роботу в Трансильванії; уряд Іштвана Тиси зарахував його до списку «громадської загрози» за підозрою в підбурюванні румунського повстання в Трансильванії. У 1914 р. він повернувся до Одеси і зумів переконати владу звільнити його протеже Алістар, заарештовану за заколот. Наприкінці 1916 року Румунія вступила у війну, виступивши на боці Росії проти Австро-Угорщини та інших Центральних держав. Після Лютневої революції, яка поклала початок епізоду соціального бунту та національної емансипації по всій Росії, Стреску стали мішенню російських революціонерів. Колишній маєток Георге в Бєлчані був розграбований дезертирами з Румунського фронту, які спалили його рукописи, як і інші заміські будинки, що належали родині. Маєток Бранзені був пощадений: тамтешні селяни, вже створивши мережу для перевезення румунських книжок до Бессарабії, також створили загін самооборони, який захищав їхні спільні багатства.
Васіле був у Сороках, де підписав маніфест про самовизначення Бессарабії, офіційно підтриманий земством і дворянськими зборами. Потім він взяв участь у створенні власної Бессарабської Молдовської національної партії (МНП), сформованої 30 (17) березня 1917 року. Це сталося лише після тривалих переговорів з трансильванським біженцем Онісіфором Гібу, який був збентежений тим, що бессарабці «навряд чи розуміють важливість наявності політичної партії […], яка б боролася за національну справу». Строеску дотримувався аполітичної позиції, відповідаючи, що «готовий віддати стільки, скільки має, але тільки на культурні підприємства, бо політика, за його словами, — це брудна діяльність». У Кишиневі на початку 1917 року він познайомився з трансільванською активісткою Гортензією Ґоґою, яка описала його як «здорового та задоволеного, […] здається, його не турбує нічого, крім власної особистості».
Зрештою МНП, що представляла більш правих і націоналістичних політиків у губернаторстві, запропонувала Бессарабську автономію та створення національного законодавчого органу, Сфатул Церій. Строеску, як «Великий старий» націоналізму, був почесним лідером МНП, з Полом Гором як виконавчим президентом і Халіппою як секретарем. Пізніше він і Халіппа були присутні на Солдатському з'їзді в Одесі, який підтвердив свою підтримку «автономної Бессарабії» та федеративної Російської республіки. Процесія в уніформі віддала йому шану, пройшовши перед готелем «Лондон», де він зупинився. У червні того ж року, коли дворянські збори створили Товариство сприяння народній освіті та вивчення національних звичаїв, Строеску став почесним головою; Гор і Володимир Герца були його «діючими президентами».
Під час Жовтневого перевороту та розпаду Росії було створено Сфатул Церій, і Строеску номінально балотувався на регіональних виборах. У той час, стверджує Пеліван, Строеску був «великим націоналістом, але меншим демократом» і був відчуженим від своїх виборців, оскільки «(з 1900 року) жив переважно за кордоном». Як зазначив Халіппа, Строеску та Герца намагалися створити окрему МНП для бояр: «їхні дії не привели до великого […], хоча ми, революціонери, ніколи не заперечували проти їх обрання до Сфатул Церій [… ], оскільки ми вважали, що в політичних справах необхідно консультуватися з усіма інтелектуальними силами». Історик Чарльз Апсон Кларк стверджує, що він навіть деякий час був президентом законодавчого органу під час короткого існування Бессарабії як номінально незалежної Молдавської Демократичної Республіки. Проте Строеску, як відомо, був серйозно хворий з вересня 1917 року до перших місяців 1919 року, виїхавши до Англії та Франції, і лише здалеку виступав за союз Бессарабії з Румунією.
За звітом Юстина Фреймана, деякі благодійні роботи Строеску були знищені під час хвилі вандалізму, спровокованої більшовицькими солдатами в Бессарабії: «Книги, подаровані Василем Строеску одній бібліотеці, були використані для підпалу, який тривав три дні. кінець!» У березні, коли Сфатул Церій відвідав румунський прем'єр-міністр Александру Марґіломан і проголосував за об'єднання, Строеску був у Парижі. Це був невизначений період, коли він перебував на території союзників, а Румунія капітулювала перед Центральними державами. У той час Строеску написав свій заповіт, а Пеліван був його виконавцем. Він передбачав перерозподіл його землі (більшу частину якої вже заволоділо земство) або, як альтернативу, дарування її румунській державі; натомість він лише вимагав, щоб селяни отримували освіту румунською мовою. Як зазначив у 1927 році Кларк, цей документ віддзеркалював «комфортну староросійську патріархальну атмосферу» і вже застарів через темпи «войовничого зрівнялівки», хоча мрію про румунську освіту врешті-решт здійснила сама держава з її обов'язковим навчанням грамотності.

### Голова асамблеї та дисидент
1 вересня 1918 року, повернувшись до Парижа, Строеску приєднався до Васіле Лукачіу та Йоана Кантакузіно у створенні Національного румунського комітету дій для сприяння створення Великої Румунії в країнах Антанти. Пізніше він приєднався до Національного комітету румунської єдності Таке Іонеску. Після листопадового перемир'я Марґіломана було скинуто, і Румунія, включаючи Бессарабію, знову вступила у війну. У грудні цей крок забезпечив Трансильванську унію з новими кордонами, які очікують на міжнародне визнання на Паризькій мирній конференції. Протягом наступних місяців, до занепокоєння Марґіломана, західні держави, здавалося, схилялися до передачі Бессарабії, цілком або частково, під мандат Ліги Націй. У березні 1919 року (приблизно через два місяці після конференції) Строеску також виступив на підтримку інших загальнорумунських ініціатив. Він став почесним президентом Ліги визволення румунів Тимоку та Македонії; до її виконавчих лідерів входили Джордж Мурну, Север Боку та Таче Папагаґі.
На національних виборах у листопаді 1919 року Халіппа висунув Строеску кандидатом від своєї Бессарабської селянської партії (БСП), у результаті чого він представляв Оргіївський повіт у Зборах депутатів. Строеску поділився своїм квитком з істориком Ніколае Йоргою, хоча останній не був членом БСП. Як згадує Халіппа, він одночасно балотувався (і переміг) на трьох інших виборчих дільницях — Хотин, Сороки та Бельці; і, за іншими джерелами, також у повіті Тягині та Лепушні. 20 листопада як данину його праці у просуванні румунської справи Строеску також було обрано головувати на першій парламентській сесії Великої Румунії, фактично як почесним президентом Асамблеї. У промові, яку Йорга хвалив за її композицію та стиль, було попереджено: «Зі звички, яка стала другою натурою, ми нишпоримо по сцені, щоб знайти способи, якими ми можемо взяти участь у плодах праці інших людей. Ні, панове, цього більше не буде! Ми повинні працювати самі та взяти на себе зобов'язання забезпечувати себе. […] У цьому нашому житті ми повинні зберігати чисті думки і чисті руки». Це привернуло увагу прогресивних консерваторів Марґіломана, зганьблених за свою симпатію до Центральних держав. Маргіломана звернули увагу на антикорупційні натяки Строеску, а саме на те, що «нова адміністрація Бессарабії повинна тримати руки чистими».
Також 20 листопада президентство Асамблеї перейшло до Александру Вайда-Воєводи, якого 1 грудня змінив Йорга; Строеску все ж зберіг свою роль декана Бессарабського кокусу: 29 грудня він представив на ратифікацію закон про об'єднання Румунії та Бессарабії, який був прийнятий одноголосно. Однак за кілька місяців він став критиком румунської адміністрації, говорячи на трибуні Асамблеї про погіршення ситуації в його рідній провінції та стан облоги, в якому вона перебувала. 10 лютого 1920 року він виступив проти Йона Інкулеца, міністра БСП у справах Бессарабії, звинувативши його в тому, що він толерував «гноблення у дикому вигляді», і зробив висновок, на розчарування своїх колег, що «ситуація була кращою за старого російського режиму». Це поставило його проти основної течії його партії, а також проти Йорги. Незважаючи на демонстрацію підтримки з боку лав Соціалістичної партії та деяких депутатів від БСП, Йорга призупинив сесію, звинувативши Строеску в «образі всього минулого та майбутнього нації»; його в цьому підтримав Марґіломан. У своєму щоденнику Йорга підсумував цей інцидент: «Строеску ображав з трибуни цю країну як одну з експлуататорів і жахливих клерків. Я попросив його піти у відставку».
Строеску також засудив Інкулец, який відкинув його промову як «кафейні плітки» та незадоволення поміщика, зазначивши, що бессарабська шляхта в цілому з «глибоким егоїзмом» відреагувала на запропоновану земельну реформу. Проте, позицію Строеску підтримала щоденна газета Adevărul, яка назвала Інкулеца «сатрапом», який просто ігнорував критику, і назвала помірковану позицію Йорги «абсурдною дипломатією». Газета також засудила припущення Інкулеца про те, що незадоволені його адміністрацією, включаючи Строеску, можуть вибрати переїзд до радянської Росії. У березні, за словами того ж Йорги, Строеску «скромно» голосував проти земельної реформи, а потім виступив проти більшості прихильників.
За словами істориків Соріни та Йоана Болована, «Строєску тримався осторонь демагогії, кар'єризму та дріб'язковості політичних інтриг». У серпні 1923 року, частково на знак протесту проти свавілля уряду, він брав участь у заснуванні Ліги прав людини, до якої входили такі члени, як Костянтин Коста-Фору, Дем І. Добреску, Віктор Ефтіміу, Григоре Юнян, Йоан Пангал, Істрате Міческу, Іліє Московічі, Костянтин Тітель Петреску, Раду Д. Розетті та Штефан Войтек. Він був обраний його першим президентом, а Коста-Фору був його секретарем. Його критика уряду з інтересом відстежувалася у білоемігрантських колах, де вважалося, що відновлена російська монархія повинна включати Бессарабію. Від їхнього імені Александр Н. Крупенський запропонував Строеску, «чесній людині, незважаючи на те, що він погодився бути „обраним“ румунським урядом як одного з бессарабських депутатів», відкрито говорив про теми, які Йорга та інші політики істеблішменту хотіли зберегти у секреті. У Радянській Росії, яка висунула власні претензії на Бессарабію, пропагандист Християн Раковський також використав слова Строеску проти румунських націоналістичних претензій у своєму викривальному виступі 1925 року Румунія і Бессарабія.

### Смерть і спадок

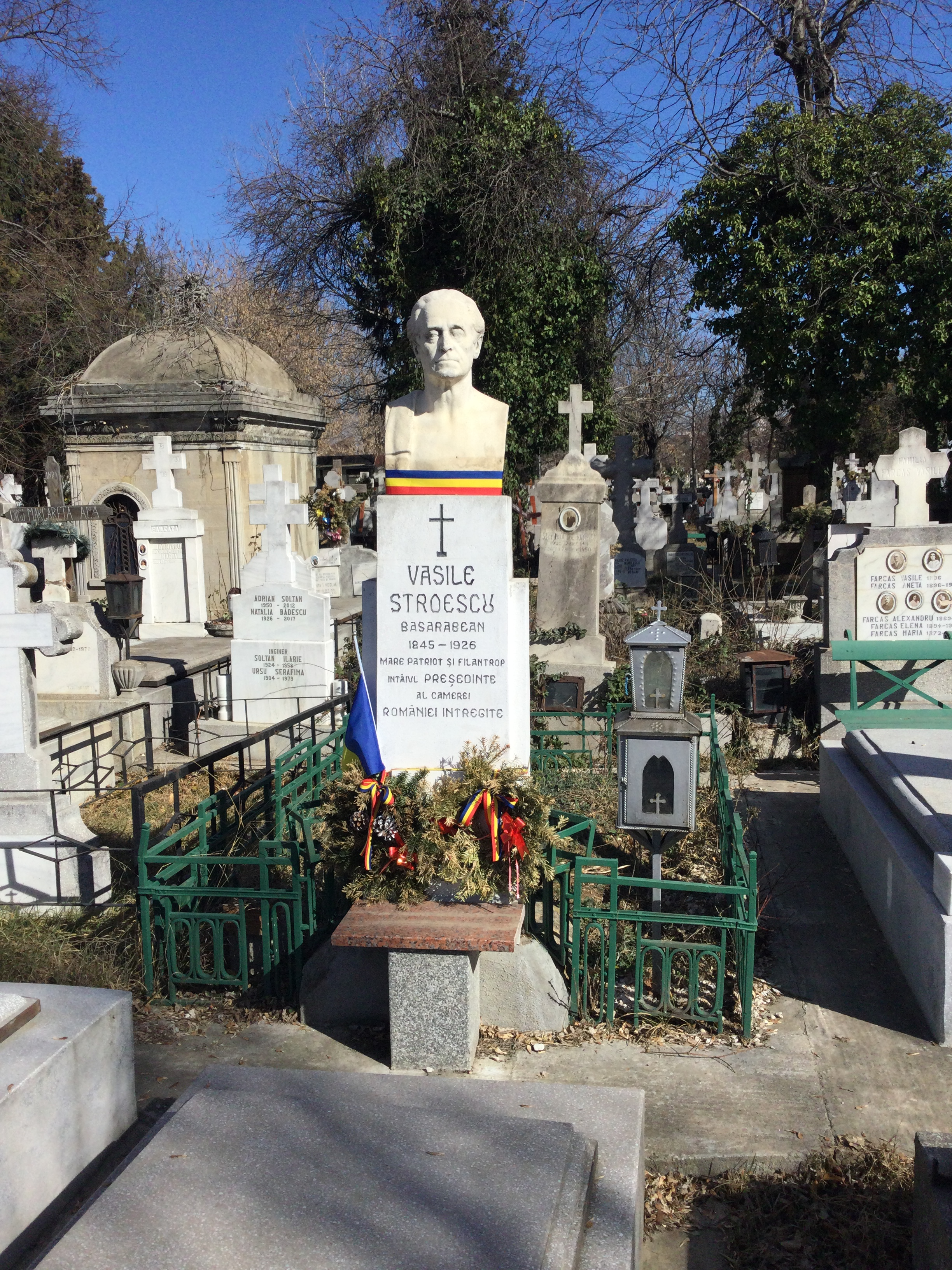
Могила на кладовищі Сфанта Вінері

Зі своєю останньою пожертвою землі Строеску відмовився від маєтку в Бринзені для створення сільськогосподарської та технічної школи. Його довоєнний фонд для публічних бібліотек ASTRA, що складався з 25 000 крон у 1914 році, був доповнений Радою управління Трансильванії та наданий для використання в 1920 році. До своєї смерті в Бухаресті 14 квітня 1926 року Строеску служив у Сенаті, представляючи виборчий округ Трансильванії. Його похорон відбувся 17 квітня в Православній Білій Церкві на Каля Вікторієй, а свідками промови виступили священник Йоан Лупаш, який також був чинним міністром охорони здоров'я, і патріарх Мирон Кристя; наступного дня відбулася панахида в кафедральному соборі Сібіу.
Повідомляється, що Строеску хотів, щоб його кремували, а його прах розвіяли по всій Румунії. Натомість він був нагороджений державними похоронами на бухарестському кладовищі Сфанта Вінері. Пізніше його могилу прикрасив бюст молдаванина Міхая Онофрея, а на його честь було перейменовано вулицю Бухареста. На похоронах був присутній його колишній колега і суперник Йорга. Він відзначив делегатів усіх, кому покійний допомагав — церкви, бессарабських селян, націоналістів, — але й те, що самого закладу не було. У своєму некролозі Йорга назвав Строеску «великим благодійником і щедрим благодійником». Інші некрологи з'явилися протягом наступного тижня. Вони включали редакційні статті на перших шпальтах у Universul, Gazeta Transilvaniei, Telegraful Român, Cuvântul Ardealului та (написано Гібу) Biruința, з додатковим висвітленням у Societatea de Mâine ASTRA.
Як стверджує журналіст М. Г. Карпена Строеску вже забули в Трансильванії за ціле десятиліття до його смерті; коротке відродження інтересу в 1920 році поступилося місцем його заплямованню «грязьовою калюжею» політики. Діяльність Строеску вперше була методично досліджена в есе Александру Чулку, опублікованому журналом Viața Basarabiei у 1940 році. Через кілька місяців Бессарабія потрапила під радянську окупацію, під час якої сам Чулку був убитий НКВД. Пам'ять Строеску була репресована в Молдавській РСР, що виникла, а пізніше в комуністичній Румунії. Націоналізована садиба Бринзені була перетворена на психіатричну клініку. Під час націонал-комунізму 1960-х років Халіппа та бессарабська громада в Бухаресті намагалися вшанувати пам'ять свого колишнього лідера, але, як повідомляється, влада їм завадила це зробити. Однак у 1968 році Халіппа зумів викликати Строеску і підняти питання про його «забуття», офіційно звернувшись до Академії. Таку роботу частково продовжив в Америці племінник Строеску, журналіст Георге Штефан Донев (1909—1993).
Репресивну тенденцію було змінено після румунської революції 1989 року: у 2013 році на його честь було перейменовано зал Палацу парламенту, але, як зазначив історик Север Думітраску, жодна трансильванська школа, яка колись фінансувалася його грошима, ніколи не погоджувалася це визнати. У незалежній Молдові його ім'я отримав ліцей у Бринзенях. Було створено молдавський фонд Васіле Строєску, у 1996 році в Трінчі встановлено меморіальну дошку, а також було зроблено зусилля для встановлення меморіального будинку в Бринзені.

## Спадщина та пам'ять
У місті Єдинці (Молдова) у 2022 році встановлено пам'ятник. Автор молдавський скульптор В'ячеслав Жиглицький.